# Skansen Kolei Leśnej w Janowie Lubelskim
Skansen Kolei Leśnej w Janowie Lubelskim – muzeum (skansen techniki) z siedzibą na przedmieściach Janowa Lubelskiego. Placówka jest prowadzona przez Nadleśnictwo Janów Lubelski.
Muzeum zostało otwarte w październiku 2000 roku. Gromadzi zabytki techniki, związane z funkcjonowaniem Kolei Leśnej w Lasach Janowskich, działającej w latach 1941–1984 na terenie Lasów Janowskich, na trasie pomiędzy Biłgorajem a wsią Lipa (powiat stalowowolski). Tory na ostatnim odcinku (Lipa – Szklarnia) zostały rozebrane w 1988 roku. Po zaprzestaniu funkcjonowania kolejki, część taboru od 1984 roku była eksponowana na terenie dawnej składnicy w Szklarni. W 1999 roku tabor przeniesiono do Janowa Lubelskiego, gdzie został poddany remontowi, przeprowadzonemu przez Fundację Polskich Kolei Wąskotorowych. Obok Nadwiślańskiej Kolejki Wąskotorowej jest jedną z dwóch placówek prezentujących zabytki kolejnictwa w województwie lubelskim.

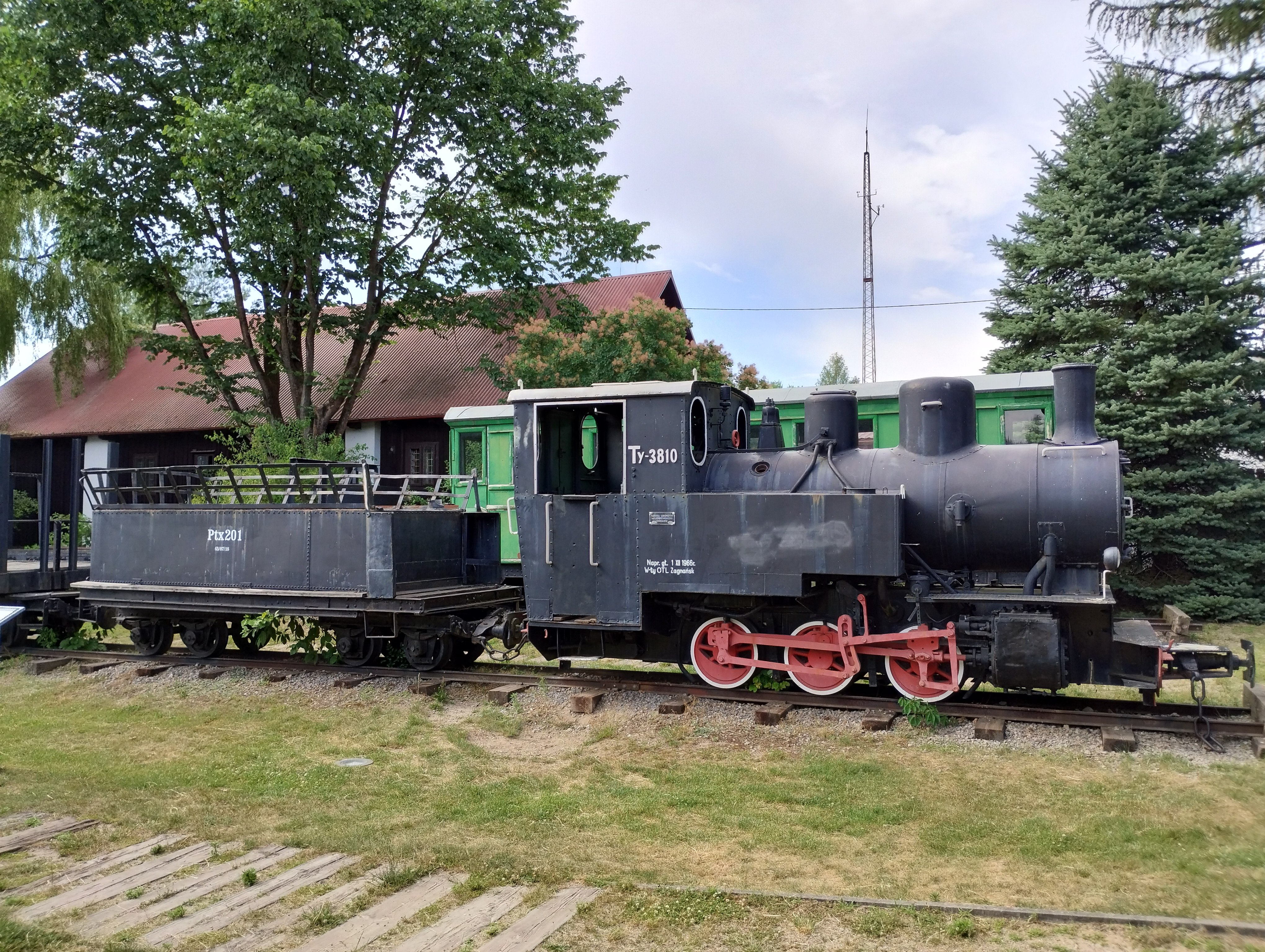
Parowóz Ty-3810 typu Las

W ramach ekspozycji skansenu udostępnione są dwie lokomotywy i rozmaitego typu wagony. Są to: parowóz Las oraz spalinowóz WLs50 oraz wagony: kłonicowe do przewozu dłużycy, platforma, osobowy (do przewozu pracowników), węglarka, cysterna, platforma z pługiem śnieżnym oraz koleba.
Skansen jest obiektem całorocznym, czynnym codziennie. Wstęp jest wolny.